# Derrick Norman Lehmer
Derrick Norman Lehmer (27 de julio de 1867, Somerset, Indiana, EE. UU.) fue un matemático estadounidense que investigó los números teóricos.
Fue educado en la Universidad de Nebraska , la obtención de un título de licenciatura en 1893 y maestría en 1896. Lehmer fue galardonado con el doctorado de la Universidad de Chicago en 1900 para una tesis asintótica Evaluación de ciertos totient sumas bajo la supervisión de EH Moore.
Fue nombrado instructor en matemática en la Universidad de California en Berkeley en 1900 y se casó con Clara Eunice Mitchell el 12 de julio de 1900 en Decatur, Illinois. Fue ascendido a profesor en Berkeley en 1918 y continuó enseñando allí hasta su retiro en 1937.
En 1903, presentó una factorización de Jevons con el número '(8616460799) en la Sección de la Sociedad Americana de Matemática de San Francisco, el 19 de diciembre de 1903.
Publicó tablas de números primos y de factores primos , alcanzando 10.017 millones de 1909. Se desarrollaron una variedad de dispositivos mecánicos y electromecánicos de factoraje y computacionales, como el tamiz Lehmer , construidos con su hijo Derrick Henry Lehmer .